# Grupo 9 de Universidades
El Grupo 9 de Universidades es una asociación sin ánimo de lucro, fundada en 1997, compuesta por universidades que se caracterizan por ser las únicas universidades públicas en su comunidad autónoma. El grupo promueve la colaboración entre las instituciones universitarias pertenecientes al Grupo, tanto en lo que respecta a las actividades docentes e investigadoras como a las de gestión y servicios.

## Instituciones participantes
Todas las universidades pertenecientes al grupo comparten la característica de ser la única institución pública de enseñanza superior existente en su comunidad autónoma. Entre sus objetivos políticos iniciales se encontraba el refuerzo de su posición en CRUE frente a las uniones similares surgidas dentro de comunidades tales como Madrid o Cataluña. Los miembros fundadores fueron las universidades de Oviedo, Cantabria, País Vasco, La Rioja, Pública de Navarra y Zaragoza. Posteriormente se incorporaron, en este orden, Islas Baleares, Castilla-La Mancha y Extremadura. La última incorporación como universidad colaboradora ha sido la Universidad de Murcia en 2023.
| Fundación | Universidad                       | Comunidad Autónoma     |
| --------- | --------------------------------- | ---------------------- |
| 1542      | Universidad de Zaragoza           | Aragón                 |
| 1608      | Universidad de Oviedo             | Principado de Asturias |
| 1955      | Universidad del País Vasco        | País Vasco             |
| 1972      | Universidad de Cantabria          | Cantabria              |
| 1973      | Universidad de Extremadura        | Extremadura            |
| 1978      | Universidad de las Islas Baleares | Islas Baleares         |
| 1982      | Universidad de Castilla-La Mancha | Castilla-La Mancha     |
| 1987      | Universidad Pública de Navarra    | Navarra                |
| 1992      | Universidad de La Rioja           | La Rioja               |

## Títulos propios
El Grupo 9 de Universidades oferta cada año numerosas asignaturas a través de su campus virtual, estando algunas de ellas adscritas a unos itinerarios. Cada itinerario es una agrupación temática de algunas asignaturas de libre configuración que permite adquirir un conocimiento homogéneo en un determinado campo. Al completar 18 créditos en al menos tres módulos distintos de un itinerario, se puede solicitar el correspondiente título propio universitario, y que actualmente puede ser uno de estos cuatro:
- diploma Universitario en e-Empresa;
- diploma Universitario en TIC en la enseñanza;
- diploma Universitario en Medio ambiente y desarrollo sostenible;
- diploma Universitario en Educación, salud y desarrollo social.

Para la formación de los empleados se creó una plataforma informática conjunta. A los solos efectos de ello, se incorporó la universidad castellanoleonesa de Burgos en 2019.

## Premio Tesis Doctorales en Cooperación para el Desarrollo
El Grupo 9 de Universidades celebra un certamen desde el año 2011 donde otorga un premio a la mejor tesis doctoral vinculada con temas de desarrollo humano sostenible y cooperación internacional para el desarrollo.

## Concurso de monólogos
Desde 2016, celebra anualmente el Concurso de Monólogos en Inglés con el ánimo de fomentar la capacidad oratoria en ese idioma entre el alumnado.